# Cheval de laboratoire
Un cheval de laboratoire est un cheval utilisé par l'industrie pharmaceutique, généralement pour la production de sérum ou de diverses hormones prélevées dans son sang ou son urine. Certains laboratoires possèdent leurs propres élevages, d'autres, comme Syntex et Merck & Co., sous-traitent avec des fournisseurs tels que les « fermes à sang ». L'existence des chevaux de laboratoire fait débat, les conditions de bien-être étant dénoncées dans certains pays, et les réglementations sanitaires, pas toujours respectées après la réforme.

## Utilisation

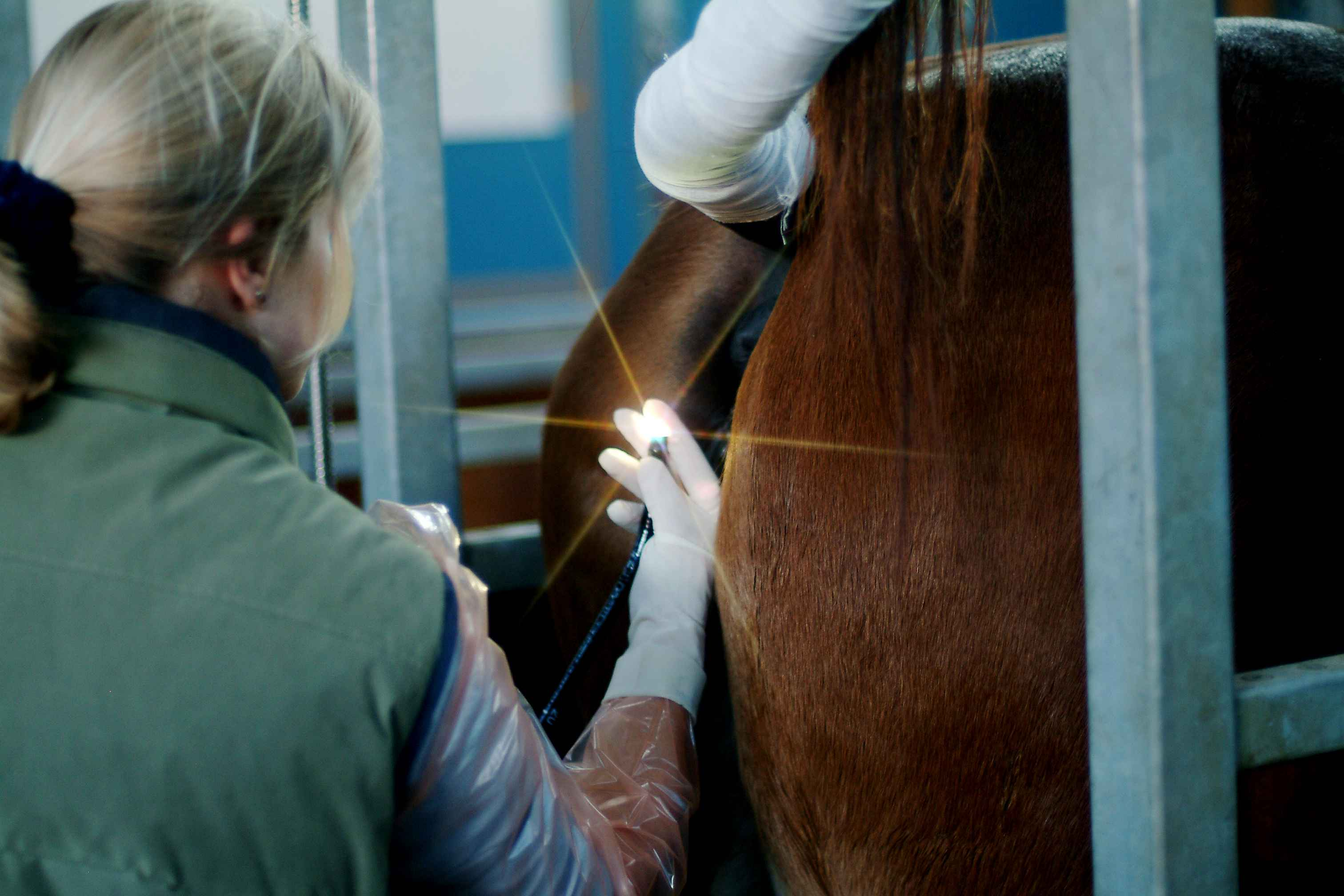
Insémination d'une jument

Les chevaux ont une grande capacité de production d'anticorps, qui les rend de ce fait recherchés par l'industrie pharmaceutique. Sanofi Pasteur possède ainsi un élevage d'une soixantaine d'équidés à Alba-la-Romaine, et les utilise pour produire des vaccins antirabiques et antitétaniques, ainsi que des antivenins. Les anticorps des chevaux sont prélevés avec leur sang, et servent ensuite à la fabrication des vaccins,. Le marché des chevaux de laboratoire est très porteur, et présente une croissance d'environ 3 % par an (chiffres 2011). Des juments gravides produisent les œstrogènes conjugués vendus sous le nom de Premarin (pour pregnant mare urine désignant l'ingrédient principal, l'urine de jument gestante), ainsi que la gonadotrophine chorionique équine (eCG), ensuite commercialisée comme hormone de synchronisation de la reproduction en élevage porcin et ruminants.

## Réforme
Par précaution, les chevaux de laboratoire sont interdits d'abattage pour la consommation humaine de viande de cheval en France, car leur corps peut contenir des substances en cours de test dont l'effet sur la santé humaine n'est pas connu. Le laboratoire Sanofi Pasteur utilise donc ses chevaux trois ans puis les euthanasie ou les revend. En France, l'association G.R.A.A.L. (Groupement de Réflexion et d'Action pour l'Animal) propose des solutions de réhabilitation pour ces chevaux, qui en fonction de leur âge et de leur état de santé, peuvent devenir des chevaux de centre équestre, d'école vétérinaire, ou de loisir pour les particuliers. Elle en place 50 par an.

## Controverses et scandales
L'utilisation des chevaux de laboratoire soulève des questions d'éthique et de bien-être animal. En France, une fraude a impliqué des maquignons qui ont revendu illégalement des chevaux de laboratoire à l'abattoir pour la consommation humaine, en décembre 2013. Elle fait suite à une fraude d'envergure dans cette filière.

### Premarin
La production du Premarin est largement dénoncée (notamment par PETA et le Front de libération des animaux) comme étant une maltraitance. Environ 100 000 juments gestantes sont maintenues immobilisées dans des stalles au Canada et en Chine, les poulains sont tués peu après la naissance pour que la jument soit de nouveau mise en gestation,,. 
Ces juments sont maintenues dans un état de soif permanent pour produire une urine plus concentrée, et vivent avec une sonde qui provoque des démangeaisons. D'après certains témoignages, elles sont fréquemment battues et avortent en raison de ces conditions de vie. Malgré les multiples pétitions adressées au laboratoire, la production du Premarin continue vraisemblablement (2014) dans les mêmes conditions, car le marché est très porteur. À cette controverse s'ajoutent des soupçons sur la cancérogénité des œstrogènes, des hormones et des sous-produits issus de ces juments chez la femme,.

### « Fermes à sang »
Des actes de cruauté sur les juments de laboratoire gestantes qui fournissent la gonadotrophine chorionique équine (notamment pour Syntex et Merck & Co.), ont été révélés en Argentine et en Uruguay. Les juments sont menées à l'aiguillon électrique, frappées, ne disposent d'aucun soin vétérinaire, et sont prélevées d'environ dix litres de sang deux fois par semaine, ce qui entraîne anémies et maladies diverses, allant jusqu'à la mort, pour une période d'exploitation de trois à quatre ans. Un avortement est provoqué à vif lorsque ces juments ne produisent plus l'hormone, avant une remise en gestation. Lorsqu'elles sont trop vieilles ou abîmées pour la gestation, ces juments sont vendues à un abattoir, qui alimente notamment les boucheries françaises. Plusieurs associations de protection animale européennes (Tierschutzbund Zurich (TSB) en Suisse, Animal Welfare Foundation (AWF) en Allemagne, L214, Animals angels, Eurogroup for animals et Eyes on animals) ont dénoncé ces « fermes à sang », dont l'existence est d'après elles couverte par l'industrie pharmaceutique,,.
Ces actes étant contraires aux lois européennes de protection animale, le Parlement européen a déclaré la non-conformité de la production d’eCG en mars 2016, mais des laboratoires européens continuent à se fournir auprès des producteurs maltraitants. Une pétition a été signée par plus d'1,7 million de personnes en Europe pour demander l'interdiction d’importation d'eCG depuis l'Argentine et l'Uruguay.

## Actualités
le plasma équin est à l'étude dans le cadre de la recherche contre le Covid-19 notamment en Argentine.